# 雙翅單鰭電鰩
雙翅單鰭電鰩（學名：[Narke dipterygia] 错误：{{Lang}}：文本有斜体标记（帮助）），又稱雙翅單鰭電鱝，為軟骨魚綱電鰩目單鰭電鰩科單鰭電鰩屬的一種，被IUCN列為易危保育類動物，分布於印度西太平洋海域，從阿曼、阿拉伯海至印尼，北至日本海域，深度約100公尺，體長可達18公分，棲息在沿海沙泥底質海域，為底棲性魚類，屬肉食性，以多毛類和甲殼類為食，體內的發電器官，可能用來防禦或捕食，生活習性不明。